# Erich von Tschischwitz
Erich Wilhelm Ludwig von Tschischwitz (* 17. Mai 1870 in Kulm; † 26. September 1958 in Berlin) war ein deutscher General der Infanterie der Reichswehr.

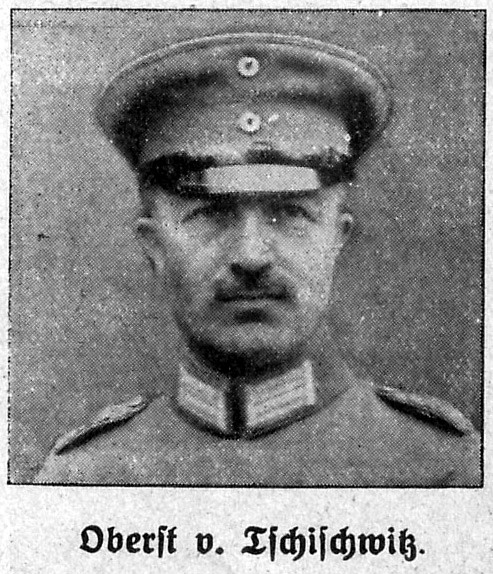
Oberst Erich von Tschischwitz (1918)

## Leben
Tschischwitz trat nach absolvierter Kadettenausbildung am 22. März 1889 als Sekondeleutnant in das Grenadier-Regiment „Graf Kleist von Nollendorf“ (1. Westpreußisches) Nr. 6 der Preußischen Armee ein und wurde am 1. September 1896 zum Premierleutnant sowie am 22. März 1902 zum Hauptmann befördert. Zeitgleich mit seiner Beförderung zum Major am 10. September 1908 übernahm er als Kommandeur das II. Bataillon im 4. Schlesischen Infanterie-Regiment Nr. 157 in Brieg.
Mit Ausbruch des Ersten Weltkriegs und der Mobilmachung kam er mit seinem Regiment an die Front, wurde kurz darauf am 19. August 1914 zum Oberstleutnant befördert und Ende Oktober 1914 als Chef des Stabes des XXIII. Reserve-Korps eingesetzt. In dieser Funktion wurde er am 17. April 1917 Oberst. Ab 23. Februar 1918 war er Chef des Generalstabes der 2. Armee und ab 16. Juli 1918 Kommandeur der 172. Infanterie-Brigade.
Nach Kriegsende erfolgte seine Übernahme in die Reichswehr und er bekleidete zunächst den Posten als Inspekteur der Verkehrstruppen (In 6) im Reichswehrministerium in Berlin. Hier wurde er am 1. April 1920 zum Generalmajor befördert. Am 1. Februar 1923 wurde er zum Kommandeur der 2. Division in Stettin ernannt und in dieser Funktion war er auch gleichzeitig Befehlshaber des Wehrkreises II. Am 1. April 1923 wurde er zum Generalleutnant befördert. Am 1. Februar 1927 folgte seine Versetzung zurück nach Berlin mit der Übernahme als Oberbefehlshaber des Gruppenkommandos 1 und am 1. November 1927 die Beförderung zum General der Infanterie. Am 31. März 1929 wurde er ehrenvoll aus dem Dienst verabschiedet und in den Ruhestand versetzt. Bereits während seiner aktiven Dienstzeit betätigte er sich als Verfasser und Mitautor zahlreicher Bücher zu Themen des Ersten Weltkriegs.
Am 9. Oktober 1902 heiratete er in Berlin Margareta von Steinbach (1880–1953), mit der er drei Kinder hatte:
- Maria (* 13. Oktober 1905) ⚭ 1926 Generalleutnant Reinhold Gothsche (* 23. November 1893; 22. April 1945).[1] erschossen, weil er Zweifel am Endsieg geäußert hatte.
- Hans (* 30. Januar 1907) ⚭ 1934 Meta Wittmeyer (* 13. Juni 1911), Kinder: Dorothee (* 1935), Hans-Christer (* 1937) und Klaus-Harald (* 1945)
- Anneliese (* 5. Juni 1908) ⚭ 1928 Generalleutnant Gustav Heisterman von Ziehlberg, erschossen „wegen Ungehorsams im Feld“ (de facto wegen Zusammenarbeit mit Generaloberst Beck, der am Attentat vom 20. Juli 1944 beteiligt war)[2]

## Auszeichnungen
- Eisernes Kreuz (1914) II. und I. Klasse[3]
- Pour le Mérite mit Eichenlaub[3]
  - Pour le Mérite am 9. November 1917
  - Eichenlaub am 23. März 1918
- Roter Adlerorden IV. Klasse mit Krone[3]
- Preußischer Kronenorden II. Klasse mit Schwertern[3]
- Ritterkreuz des Königlichen Hausordens von Hohenzollern mit Schwertern[3]
- Preußisches Dienstauszeichnungskreuz[3]
- Offizierskreuz des Bayerischen Militärverdienstordens mit Schwertern[3]
- Offizierskreuz des Albrechts-Ordens mit Schwertern[3]
- Komtur II. Klasse des Friedrichs-Ordens mit Schwertern[3]
- Hanseatenkreuz Hamburg[3]
- Mecklenburgisches Militärverdienstkreuz II. Klasse[3]
- Hanseatenkreuz Lübeck[3]
- Orden der Eisernen Krone III. Klasse mit der Kriegsdekoration[3]
- Österreichisches Militärverdienstkreuz III. Klasse mit der Kriegsdekoration[3]